# Samsun BŞB Anakent Spor Kulübü
El Samsun Büyükşehir Belediyesi Anakent Spor Kulübü es un equipo de baloncesto turco con sede en la ciudad de Samsun, que compite en la TBL, la segunda división de su país. Disputa sus partidos en el Yaşar Doğu Spor Salonu, con capacidad para 1700 espectadores.

## Posiciones en liga
| - 2016 - (1-TB2L) |

## Palmarés
- TB2L
  - Campeón: 2016

## Jugadores destacados
| - Onur Aksoy - Bulut Altın - Hazer Avcı - İhsan Yalçın Azizmahmutoğulları - Yiğit Özgür Barışık - Ercan Bayrak - Utku Bayraktar - Onur Çalban - Deniz Çevik - Enver Ekmen - Ahmet Ali Erdoğan - Berkay Gülek | - Alperen Kalaycıoğlu - Can Özcan - Soner Şahin - Gokhan Senol - Erdem Türetken - Oktay Ulubay - Hakan Üsküplü - Alp Yener - Çağrı Yeşildağ - Doğan Deniz Yiğit - Jerry Smith - Ousmane Drame |